# Journal of Economic Theory
El Journal of Economic Theory, al que se suele citar como JET, es una importante revista académica de economía.
Aunque inicialmente fue ideado como revista especializada en economía matemática, el JET está considerado ahora la revista económica más importante especializada en teoría económica, y una de las más importantes entre todas las de economía.
Karl Shell ha sido su editor desde el nacimiento de la revista, en 1968. Entre 2000 y 2004, Jess Benhabib fue también coeditor, cargo que ocupa actualmente Christian Hellwig. Aproximadamente 45 economistas supervisan los artículos como editores asociados, dependiendo de su especialidad. La revista tiene oficinas en la Universidad de Cornell y en la Universidad de California, Los Ángeles, y es publicada por Elsevier.
El Journal of Economic Theory publica aproximadamente un 10% de los artículos que le son enviados.